# سنو (موسيقي)
سنو هو موسيقي ومغني كندي، ولد في 30 أكتوبر 1969 في تورونتو في كندا.

## وصلات خارجية
- الموقع الرسمي
- سنو على موقع IMDb (الإنجليزية)
- سنو على موقع ميوزك برينز (الإنجليزية)
- سنو على موقع أول ميوزيك (الإنجليزية)
- سنو على موقع ديسكوغز (الإنجليزية)